# 福島県道120号浪江鹿島線
福島県道120号浪江鹿島線（ふくしまけんどう120ごう なみえかしません）は、福島県双葉郡浪江町から南相馬市に至る一般県道である。

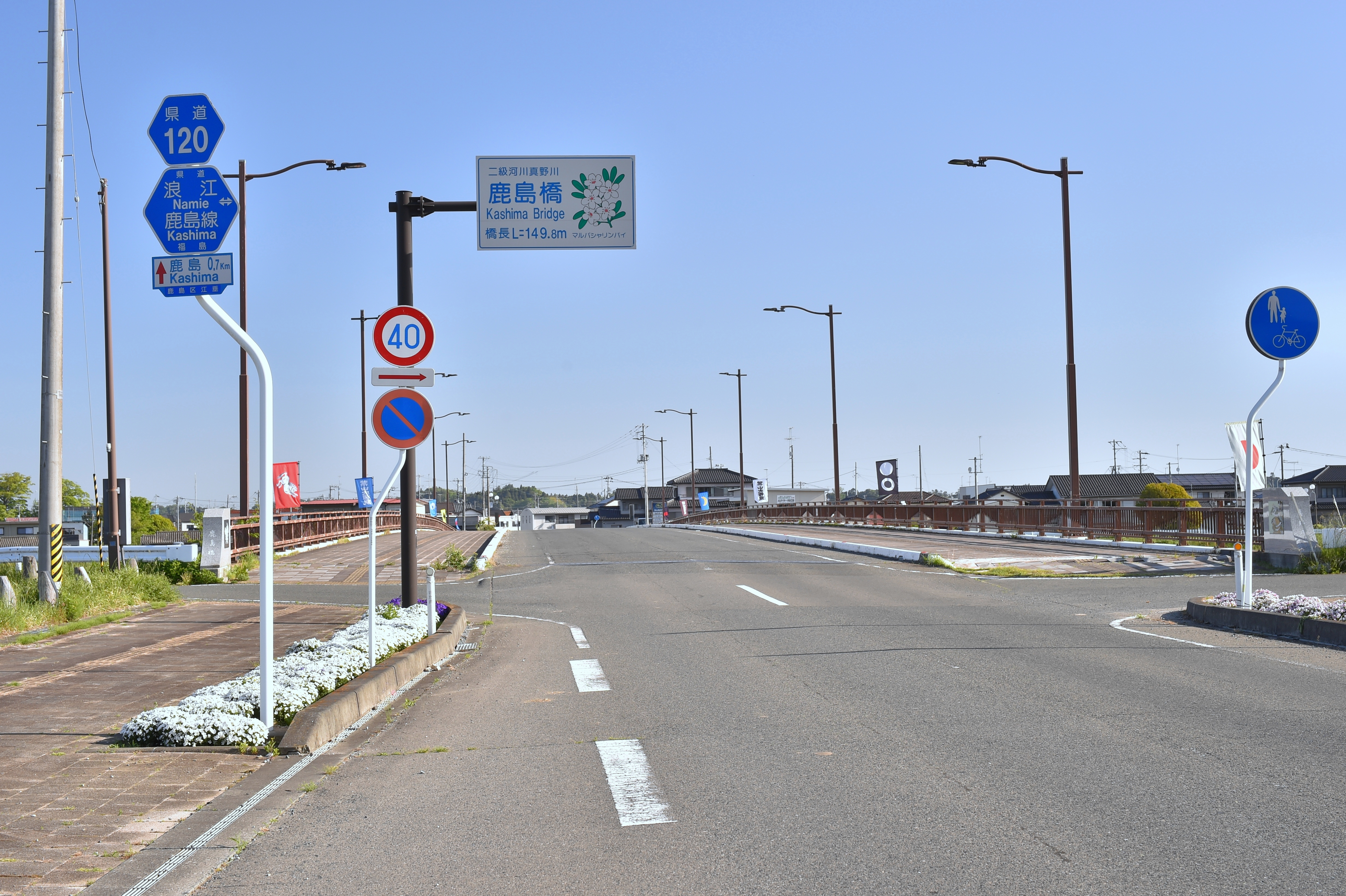
福島県道120号浪江鹿島線
南相馬市鹿島区江垂（2024年5月）

## 路線概要
- 起点：双葉郡浪江町権現堂字新町
- 終点：南相馬市鹿島区横手字八斗蒔
- 総延長：28.617 km[1]
  - 実延長：27.915 km
- 路線認定年月日：1966年（昭和41年）11月22日[2]

旧来の陸前浜街道にあたる。

### 重用路線
- 福島県道49号原町浪江線（南相馬市原町区南町2丁目 - 同市同区南町1丁目（四ツ葉交差点））

### 道路施設
請戸川橋
（浪江町　請戸川）
宮田橋
南相馬市小高区神山、上浦字宮田から耳谷字杉町に至り、二級水系宮田川を渡る。
南小高橋
- 全長：46.3 m
  - 主径間：23.020 m
- 幅員：9.0(17.0) m
- 形式：2径間鋼単純合成鈑桁橋
- 竣工：1995年

南相馬市小高区小高にて二級水系小高川を渡る。1936年に掛けられたRC橋である旧橋の老朽化が進み、幅員が狭隘だったため架け替えが行われた。総工費は2億1100万円。
北台木橋
- 全長：46.0 m
  - 主径間：22.260 m
- 幅員：6.0（12.0） m
- 形式：2径間鋼単純合成鈑桁橋
- 竣工：1994年度

南相馬市小高区小高にて二級水系小高川水系前川を渡る。1934年にかけられたRC橋である旧橋の老朽化と幅員狭小の解消のために架け替えが行われた。総工費は1億6700万円。
西田橋
南相馬市原町区鶴谷字松下、字八斗蒔から字坂下、字西田に至り、二級水系太田川水系鶴江川を渡る。
太田橋
- 全長：54.1m
- 幅員：7.3m
- 竣工：1961年[4]

太田歩道橋
- 全長：59.6m
- 幅員：3.8m
- 竣工：2000年

南相馬市原町区矢川原字堂ノ内、字川原内から中太田字堀内、上太田字川原に至り、二級水系太田川を渡る。上り線側に人道橋が架設されている。
小川橋
南相馬市原町区本町3丁目から小川町に至り、二級水系新田川水系水無川を渡る。
新田橋
（南相馬市原町区　新田川）
鹿島橋
- 全長：149.8 m
  - 主径間：30.0 m
- 幅員：21.0 m
- 形式：5径間鋼連続鈑桁橋
- 竣工：1998年
- 施工：宮地鐵工所・住友金属[5]

南相馬市鹿島区中心部の南側で二級水系真野川を渡り、鹿島区江垂と鹿島区鹿島を結ぶ。現在の橋梁は1961年に架けられた先代の橋梁（全長136 m、幅員7 m）から架け替えられたもので、1998年10月28日に開通した。

## 通過する自治体
- 福島県
  - 双葉郡浪江町 - 南相馬市

## 接続・交差する道路
- 浪江町内
  - 国道114号・福島県道253号落合浪江線（権現堂字新町 起点）
- 南相馬市内
  - 福島県道255号幾世橋小高線（小高区岡田字北ノ内）
  - 福島県道168号小高停車場線（小高区東町1丁目）
  - 福島県道260号北泉小高線（小高区東町2丁目）
  - 福島県道259号城下小高線（小高区大町2丁目）
  - 福島県道258号中ノ内小高線（小高区小高字土手内）
  - 福島県道169号磐城太田停車場線（原町区矢川原字川原内）
  - 福島県道264号馬場太田線（原町区上太田字中島）
  - 福島県道49号原町浪江線 浪江町方面（原町区南町2丁目）
  - 福島県道62号原町二本松線・福島県道74号原町海老相馬線（原町区南町1丁目（四ツ葉交差点））
  - 福島県道12号原町川俣線（原町区本町2丁目（本町2丁目交差点））
  - 福島県道265号烏崎江垂線（鹿島区江垂字深町）
  - 福島県道170号鹿島停車場線・福島県道267号大芦鹿島線（鹿島区鹿島字町）
  - 福島県道268号草野大倉鹿島線（鹿島区横手字川原）
  - 国道6号（鹿島区横手字八斗蒔（永田交差点） 終点）

## 沿線
- JR常磐線桃内駅
- 小高郵便局
- 相馬野馬追祭場地
- 原町南町郵便局
- 原町本町郵便局
- 鹿島カントリー倶楽部
- 鹿島厚生病院